# Loúkas Yórkas
Loúkas Yórkas (en grec : Λούκας Γιώρκας) est un chanteur chypriote grec né le 18 octobre 1986 à Larnaca. 
Premier gagnant de la version grecque du télé-crochet X-Factor, il a représenté la Grèce au Concours Eurovision de la chanson 2011 accompagné du rappeur grec Stereo Mike.

## Carrière

### 2008–2009:The X Factor
- Live 1 - Eho Mia Agapi
- Live 2 - Runaway
- Live 3 - Agapi Ti Diskolo Pragma
- Live 4 - S' Anazito Sti Saloniki
- Live 5 - Bang Bang
- Live 6 - Gia To Kalo Mou
- Live 7 - I Balanta Tou Kir Mentiou
- Live 8 - Instabile
- Live 9 - Erotiko
- Live 10 - Baby Don't Let Me Be Misunderstood
- Live 11 - San Planodio Tsirko (1re chanson)
- Live 11 - Party (2e chanson)
- Live 12 - Didimotiho Blues (1re chanson)
- Live 12 - Agriolouloudo (2e chanson)
- Finale : Ladadika (1re chanson), Piretos, (2e chanson), Party (chanson finale)

### 2011: Concours Eurovision de la chanson
Représentant la Grèce accompagné du rappeur grec Stereo Mike, il se classe 7e avec la chanson Watch my dance.